# Graphe de Moser
Le graphe de Moser (ou fuseau de Moser) est, en théorie des graphes, un graphe possédant 7 sommets et 11 arêtes.
Il est nommé d'après les mathématiciens canadiens Leo et William Moser, deux frères, qui l'ont mentionné dans un article paru en 1961.

## Propriétés

### Propriétés générales
Le diamètre du graphe de Moser, l'excentricité maximale de ses sommets, est 2, son rayon, l'excentricité minimale de ses sommets, est 2 et sa maille, la longueur de son plus court cycle, est 3. Il s'agit d'un graphe 2-sommet-connexe et d'un graphe 3-arête-connexe, c'est-à-dire qu'il est connexe et que pour le rendre déconnecté il faut le priver au minimum de 2 sommets ou de 3 arêtes.
Il est possible de tracer le graphe de Moser sur un plan sans qu'aucune de ses arêtes se croisent. Le graphe de Moser est donc planaire. C'est également un graphe distance-unité : il peut s'obtenir à partir d'une collection de points du plan euclidien en reliant par une arête toutes les paires de points étant à une distance de 1.

### Coloration
Le nombre chromatique du graphe de Moser est 4. C'est-à-dire qu'il est possible de le colorer avec 4 couleurs de telle façon que deux sommets reliés par une arête soient toujours de couleurs différentes et que ce nombre est minimal.
Le problème de Hadwiger-Nelson, introduit en 1944 par Hugo Hadwiger et Edward Nelson, concerne le nombre minimal de couleurs qu'il faut pour colorier le plan de façon que deux points à une distance de 1 ne soient jamais de la même couleur. Il peut être formalisé en théorie des graphes de la façon suivante : quel est le nombre chromatique maximal d'un graphe distance-unité ? Le problème est toujours ouvert mais le graphe de Moser, avec son nombre chromatique égal à 4, fournit une borne inférieure, la meilleure connue jusqu'en 2018. Un autre exemple connu ayant le même nombre chromatique est le graphe de Golomb. En avril 2018, des graphes de nombre chromatique 5 (comportant plusieurs milliers de sommets) ont été découverts par Aubrey de Grey et contrôlés par ordinateur,.
L'indice chromatique du graphe de Moser est 4. Il existe donc une 4-coloration des arêtes du graphe telle que deux arêtes incidentes à un même sommet soient toujours de couleurs différentes. Ce nombre est minimal.
Il est possible de compter les colorations distinctes du graphe de Moser. Cela donne une fonction dépendant du nombre de couleurs autorisé. C'est une fonction polynomiale et le polynôme qui lui est associé est qualifiée de polynôme chromatique. Ce polynôme de degré 7 admet pour racines tous les entiers positifs ou nuls strictement inférieurs à 4. Il est égal à : {\displaystyle (x-3)(x-2)^{2}(x-1)x(x^{2}-3x+4)}.

### Propriétés algébriques
Le groupe d'automorphismes du graphe de Moser est un groupe d'ordre 8.
Le polynôme caractéristique  de la matrice d'adjacence  du graphe de Moser est : {\displaystyle -(x+1)^{2}(x^{2}-3)(x^{3}-2x^{2}-5x+4)}. Le graphe de Moser est déterminé de façon unique par son spectre de graphe, l'ensemble des valeurs propres de sa matrice d'adjacence.